# Petracola labioocularis
Petracola labioocularis là một loài thằn lằn trong họ Gymnophthalmidae. Loài này được Köhler & Lehr mô tả khoa học đầu tiên năm 2004.